# Suporte (matemática)

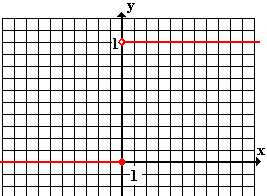
O suporte da função indicadora de é

Em matemática,  o suporte de uma função é o menor subconjunto fechado do domínio onde a função não é nula.

## Definição
Seja {\displaystyle f:X\to V\,} uma função definida em um espaço topológico {\displaystyle X\,} com imagem em um espaço vetorial {\displaystyle V\,}, definimos o suporte como:
{\displaystyle {\hbox{supp}}(f)={\overline {\left\{x\in X:f(x)\neq 0\right\}}}}
Observe que o suporte, por definição, é sempre um subconjunto fechado.

## Função de suporte compacto
Uma função é dita ter suporte compacto se o suporte for compacto.